# Nuoto ai Giochi della XXIII Olimpiade - 200 metri dorso maschili
Hanno partecipato alle batterie di qualificazione 37 atleti: i primi 8 si sono qualificati per la finale A i successivi 8 invece si sono qualificati per la finale B.

## Record
Prima di questa competizione, il record del mondo (WR) e il record olimpico (OR) erano i seguenti.
|  | 1'58"86 | Rick Carey Stati Uniti | 27 giugno 1984 Indianapolis, Stati Uniti |
|  | 1'59"19 | John Naber Stati Uniti | 24 luglio 1976 Montreal, Canada          |

Durante l'evento sono stati migliorati i seguenti record:
| Data      | Evento     | Atleta     | Nazione     | Tempo   | Record |
| --------- | ---------- | ---------- | ----------- | ------- | ------ |
| 31 luglio | Batteria 5 | Rick Carey | Stati Uniti | 1'58"99 |        |

## Batterie di qualificazione
| Pos | Batteria | Corsia | Atleta                 | Nazione        | Tempo   | Note             |
| --- | -------- | ------ | ---------------------- | -------------- | ------- | ---------------- |
| 1   | 5        | 4      | Rick Carey             | Stati Uniti    | 1'58"99 | QA               |
| 2   | 5        | 5      | Frédéric Delcourt      | Francia        | 2'02"59 | QA               |
| 3   | 4        | 5      | Gary Hurring           | Nuova Zelanda  | 2'03"29 | QA               |
| 4   | 2        | 4      | Cameron Henning        | Canada         | 2'03"36 | QA               |
| 5   | 2        | 2      | Ricardo Aldabe         | Spagna         | 2'03"94 | QA               |
| 6   | 3        | 5      | David Orbell           | Australia      | 2'04"00 | QA               |
| 7   | 2        | 5      | Nicolai Klapkarek      | Germania Ovest | 2'04"45 | QA               |
| 8   | 1        | 4      | Ricardo Prado          | Brasile        | 2'04"46 | QA               |
| 9   | 3        | 4      | Jesse Vassallo         | Stati Uniti    | 2'04"51 | qB, r            |
| 10  | 3        | 3      | Paolo Falchini         | Italia         | 2'04"59 | qB               |
| 11  | 4        | 4      | Mike West              | Canada         | 2'04"93 | qB               |
| 12  | 2        | 3      | Stefan Peter           | Germania Ovest | 2'05"22 | qB               |
| 13  | 2        | 6      | Djan Madruga           | Brasile        | 2'05"23 | qB               |
| 14  | 4        | 6      | Neil Cochran           | Gran Bretagna  | 2'05"58 | qqB              |
| 15  | 4        | 3      | Michael Söderlund      | Svezia         | 2'05"85 | qB               |
| 16  | 1        | 6      | Daichi Suzuki          | Giappone       | 2'06"24 | qB               |
| 17  | 3        | 6      | Fabrizio Bortolon      | Italia         | 2'06"46 | qB               |
| 18  | 1        | 3      | Hans Fredin            | Svezia         | 2'06"50 |                  |
| 19  | 5        | 3      | Kim Terrell            | Australia      | 2'06"56 |                  |
| 20  | 1        | 5      | Paul Kingsman          | Nuova Zelanda  | 2'06"87 |                  |
| 21  | 3        | 2      | Giovanni Frigo         | Venezuela      | 2'07"56 | Record nazionale |
| 22  | 4        | 2      | Patrick Ferland        | Svizzera       | 2'08"31 | Record nazionale |
| 23  | 1        | 2      | Kristofer Stivenson    | Grecia         | 2'08"38 | Record nazionale |
| 24  | 5        | 6      | Neil Harper            | Gran Bretagna  | 2'09"48 |                  |
| 25  | 5        | 1      | Lukman Niode           | Indonesia      | 2'09"79 |                  |
| 26  | 4        | 7      | Ernesto Vela           | Messico        | 2'10"30 |                  |
| 27  | 3        | 7      | Allan Marsh            | Giamaica       | 2'11"57 |                  |
| 28  | 5        | 2      | Wang Hao               | Cina           | 2'12"28 |                  |
| 29  | 4        | 1      | Emad El-Shafei         | Egitto         | 2'12"90 |                  |
| 30  | 1        | 7      | Alejandro Alvizuri     | Perù           | 2'13"30 |                  |
| 31  | 2        | 7      | David Morley           | Bahamas        | 2'18"87 |                  |
| 32  | 4        | 8      | Salvador Salguero      | El Salvador    | 2'21"75 |                  |
| 33  | 1        | 1      | Ernesto José Degenhart | Guatemala      | 2'24"08 |                  |
| 34  | 3        | 8      | Juan José Piro         | Honduras       | 2'32"48 |                  |
| -   | 2        | 1      | Ng Wing Hon            | Hong Kong      | dns     |                  |
| -   | 3        | 1      | Sharif Nour            | Egitto         | dns     |                  |
| -   | 5        | 7      | Ilias Malamas          | Grecia         | dns     |                  |
| -   | 5        | 8      | Gordon Petersen        | Figi           | dns     |                  |

## Finale B
| Pos | Corsia | Atleta            | Nazione        | Tempo   | Note |
| --- | ------ | ----------------- | -------------- | ------- | ---- |
| 9   | 4      | Paolo Falchini    | Italia         | 2'04"64 |      |
| 10  | 5      | Mike West         | Canada         | 2'04"73 |      |
| 11  | 7      | Michael Söderlund | Svezia         | 2'05"02 |      |
| 12  | 6      | Djan Madruga      | Brasile        | 2'05"33 |      |
| 13  | 3      | Stefan Peter      | Germania Ovest | 2'05"66 |      |
| 14  | 2      | Neil Cochran      | Gran Bretagna  | 2'05"72 |      |
| 15  | 8      | Fabrizio Bortolon | Italia         | 2'05"86 |      |
| 16  | 1      | Daichi Suzuki     | Giappone       | 2'06"02 |      |

## Finale A
| Pos     | Corsia | Atleta            | Nazione        | Tempo   | Note |
| ------- | ------ | ----------------- | -------------- | ------- | ---- |
| Oro     | 4      | Rick Carey        | Stati Uniti    | 2'00"23 |      |
| Argento | 5      | Frédéric Delcourt | Francia        | 2'01"75 |      |
| Bronzo  | 6      | Cameron Henning   | Canada         | 2'02"37 |      |
| 4       | 8      | Ricardo Prado     | Brasile        | 2'03"05 |      |
| 5       | 3      | Gary Hurring      | Nuova Zelanda  | 2'03"10 |      |
| 6       | 1      | Nicolai Klapkarek | Germania Ovest | 2'03"95 |      |
| 7       | 2      | Ricardo Aldabe    | Spagna         | 2'04"53 |      |
| 8       | 7      | David Orbell      | Australia      | 2'04"67 |      |